# Haaretz
Haaretz (hebraisk: הארץ) ('Israels land' oprindeligt Ḥadashot Ha'aretz – hebraisk: חדשות הארץ, 'Nyheder fra Israels land') er et israelsk dagblad. Avisen blev grundlagt i 1918 og er Israels ældste avise, der stadig udgives. Avisen udkommer i en hebraisk og en engelsk udgave.
Avisens linje er centrum-venstre.